# Forêt d'Armainvilliers
La forêt d'Armainvilliers est un massif forestier de 1 452 hectares de forêt domaniale, situé en Seine-et-Marne.
Elle se trouve à une trentaine de kilomètres à l'est de Paris. La forêt s'étend sur 5 communes de Seine-et-Marne. Elle tire son nom du château d'Armainvilliers.

## Géographie physique
La forêt d'Armainvilliers est située sur le rebord nord-ouest du plateau de la Brie. C'est une forêt humide au relief très peu marqué, avec des points hauts à 115 mètres et des points bas à 105 mètres. De manière générale l'altitude s'abaisse du nord vers le sud.
Elle constitue la partie occidentale de l'ancien massif couvrant la Brie occidentale comprenant les forêts de Notre-Dame, Ferrières, Crécy, Malvoisine, Coubert, etc. Elle se situe entre la forêt de Notre-Dame à l'ouest, la forêt de Ferrières au nord et la forêt de Crécy à l'est. 
Les forêts d'Armainvilliers et de Ferrières constituent le même massif forestier et partagent une longue limite commune d'ouest en est (route Neuve). Elles forment le plus vaste espace boisé de l'est parisien, partie de la ceinture verte de l'Île-de-France.
La forêt d'Armainvilliers est bordée à l'ouest par la ligne de chemin de fer portant le RER E ainsi que la ligne P du Transilien. Cette voie ferrée sépare la forêt de l'agglomération d'Ozoir-la-Ferrière composé de zones pavillonnaires et d'une zone industrielle. La forêt d'Armainvilliers se compose d'un bloc principal situé au nord de la voie ferrée limité au nord par la route Neuve et de forme triangulaire, et de deux annexes autour du bois Prieur (Roissy-en-Brie) et du parc Péreire (Gretz-Armainvilliers).
La forêt se situe en grande partie sur le bassin versant de la Seine. Le ru de la Ménagerie (affluent du Réveillon) y prend sa source au centre. Une petite partie à l'est se situe dans le bassin versant de la Marsange par le ru de la Buronnerie et l'étang d'Armainvilliers. La partie autour du bois Prieur s'écoule vers le Morbras qui prend sa source en forêt de Ferrières et qui est situé sur le bassin versant de la Marne.

## Géographie administrative
La forêt d'Armainvilliers s'étend sur 5 communes de Seine-et-Marne :
- Gretz-Armainvilliers ;
- Ozoir-la-Ferrière ;
- Roissy-en-Brie ;
- Pontcarré ;
- Favières.

## Géologie
La forêt d'Armainvilliers repose sur le plateau calcaire briard, au sol peu perméable.

## Histoire
La forêt d'Armainvilliers fut longtemps un large et riche territoire de chasse pour les rois de France. 
Cette forêt seigneuriale et royale depuis Louis XV appartenait encore à la famille d’Orléans en 1853 quand Napoléon III obligea cette dernière à la céder à Isaac et Émile Péreire.
À la fin du XIXe siècle, la famille Pereire et le Baron de Rothschild, possédaient à eux deux, presque tout le massif forestier.
La forêt d'Armainvilliers a appartenu ensuite à des propriétaires privés jusqu’à son acquisition progressive par l’État à partir de 1936.

## Faune et flore

### Flore

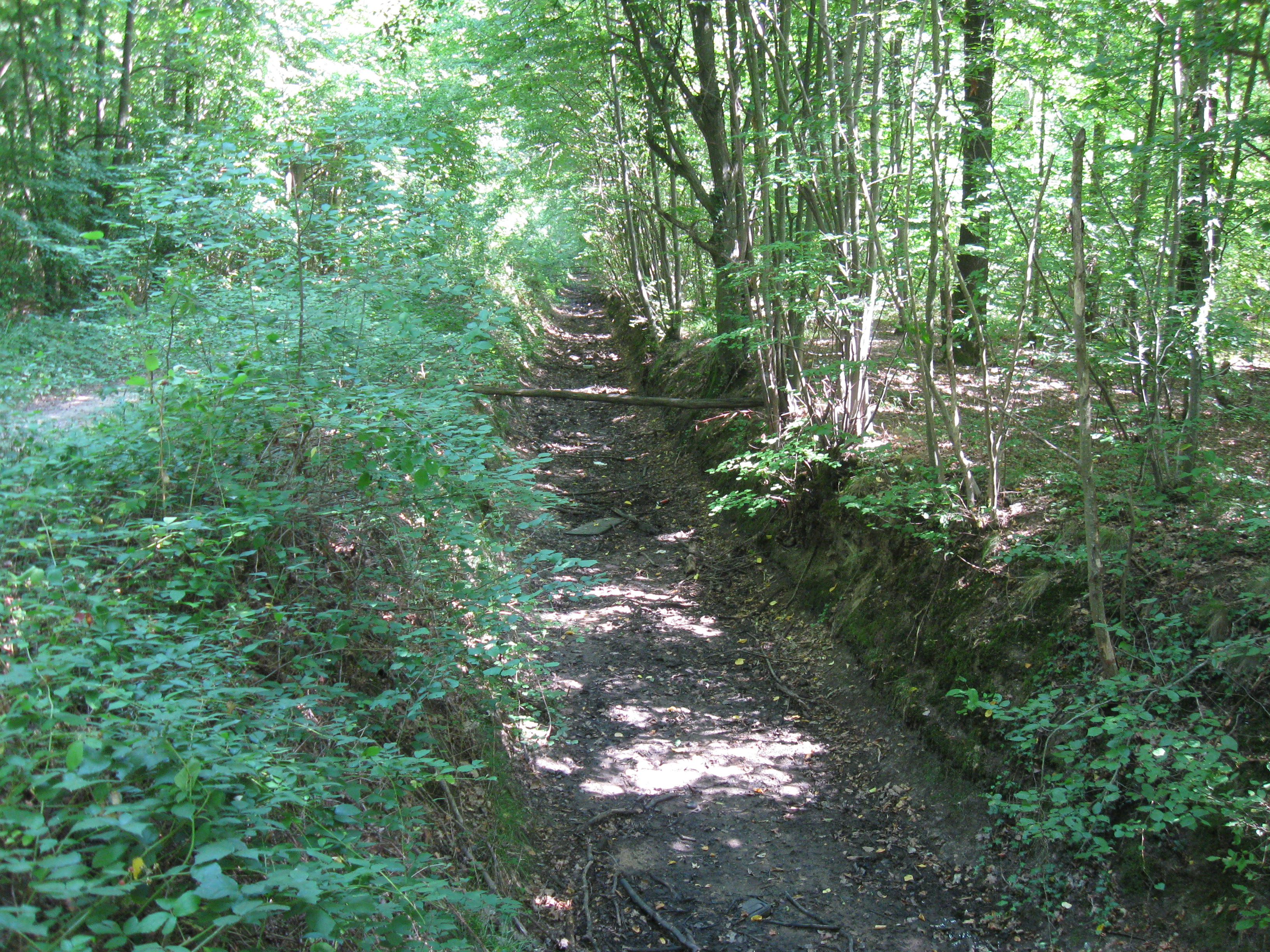
Les feuillus sont majoritaires dans cette forêt.

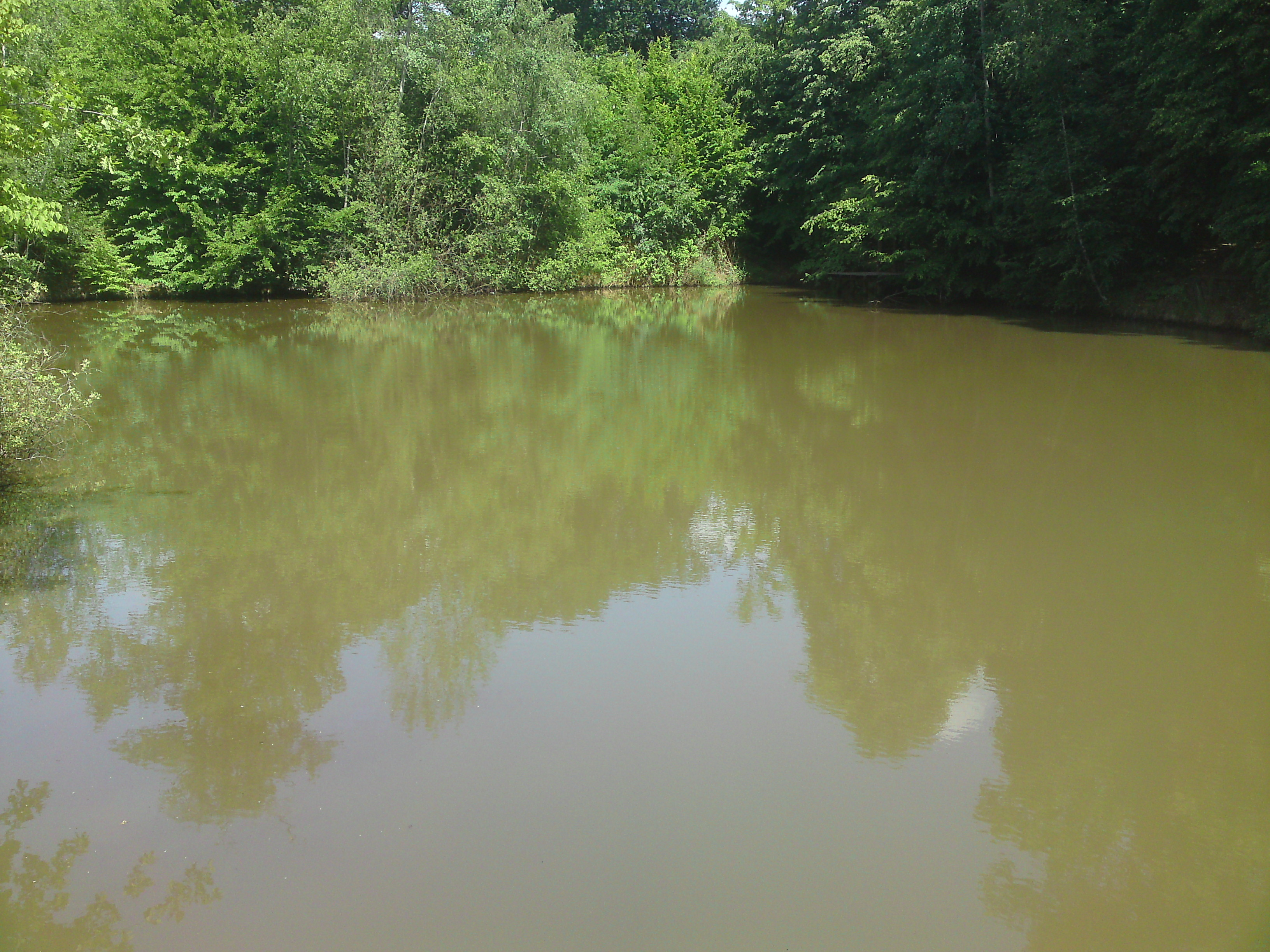
Un plan d'eau dans la forêt.

La forêt d'Armainvilliers est dominée par les feuillus, les chênes (rouvre et pédonculé) représentant l'essence forestière principale. On trouve également des tilleuls et des charmes, des bouleaux, des trembles, et quelques hêtres et résineux. La forêt est un haut lieu pour la cueillette des champignons, en particulier les bolets.
La forêt a souffert de la tempête de décembre 1999.
La forêt abrite des milieux humides avec la présence d'une multitude de mares et d’étangs en bordure à l'est (étang d'Armainvilliers, étang de Vincennes) et au sud (parc Péreire).
La forêt bénéficie d'une technique sylvicole de régénération respectant les classes d'âge, permettant de maintenir un équilibre entre arbres jeunes et âgés.

### Faune
La forêt d'Armainvilliers possède une grande richesse faunistique, avec la présence du chevreuil, du daim, du cerf Sika (introduit par la famille de Rothschild), du sanglier et du renard en grand nombre. On retrouve également le lapin, le blaireau, le putois, la fouine et la martre.
La forêt accueille de nombreuses espèces d'oiseaux, 95 ont été répertoriées dans la forêt voisine de Ferrières comme le pipit des arbres, la locustelle tachetée, le martin-pêcheur d'Europe, le pic noir ou encore le faucon hobereau.
À l'automne, les grandes étendues d'eau accueillent un grand nombre d'oiseaux migrateurs.
Les insectes sont très présents, avec par exemple répertoriées dans la forêt voisine de Ferrières, 24 espèces de libellules, 32 espèces de papillons et 300 espèces de coléoptères.

### La chasse
Les forêts domaniales font partie du domaine privé de l'État, qui y dispose du droit de chasse. La détention de ce droit lui a été transférée lorsque l'État lui a remis en dotation les forêts domaniales.
Les accotements sont régulièrement élagués afin de préserver la faune entomologique et de mieux sécuriser les lignes de tirs lors des chasses.

## Chemins et routes

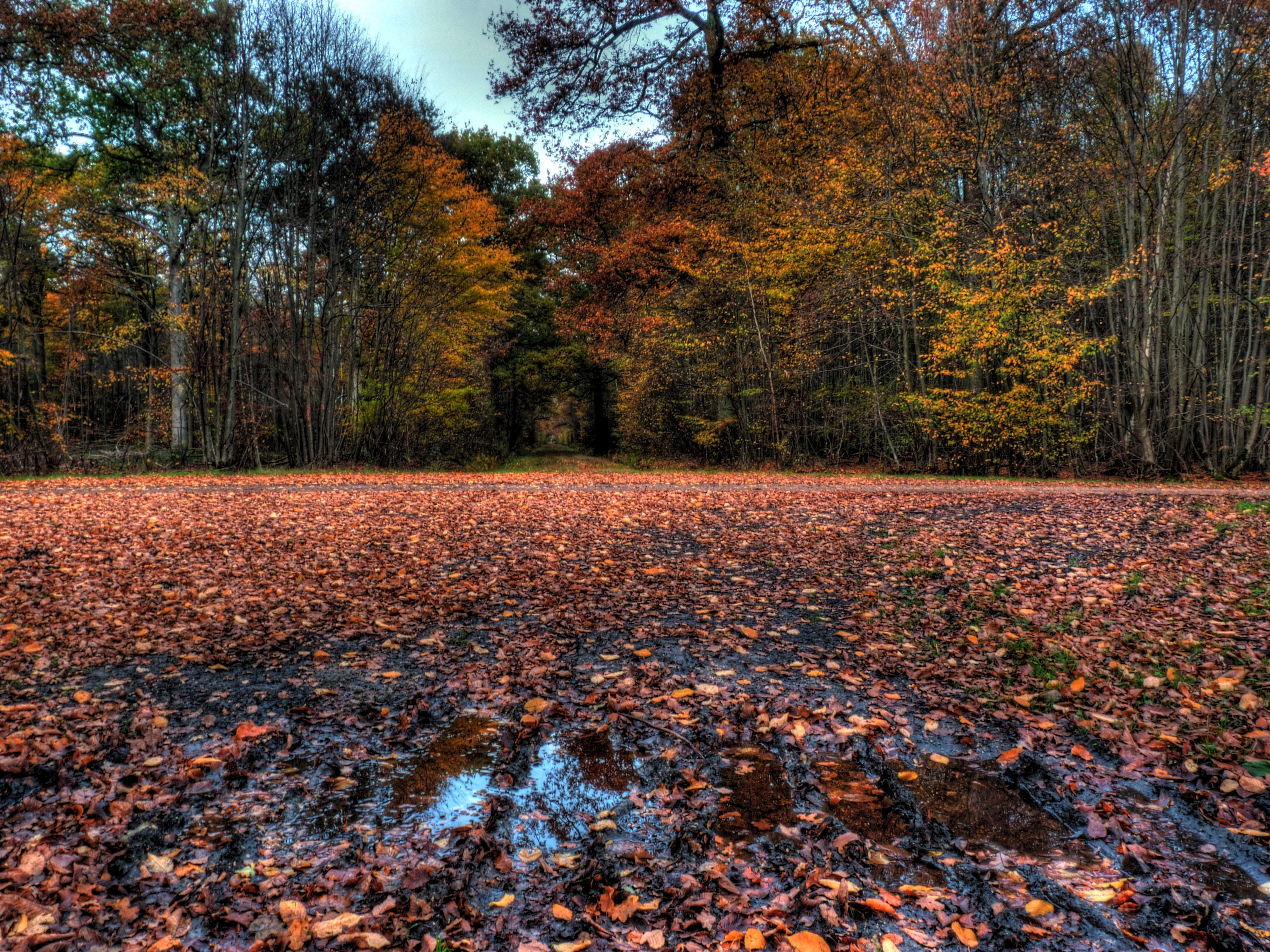
Carrefour des Longuéolles.

À l'instar de la plupart des autres forêts de la Brie, la forêt d'Armainvilliers est découpée de manière géométrique par de nombreux chemins (route royale, route de la Barrière Noire, route des Étangs, route de la Canardière, etc.).

## Gestion forestière
L'ONF a pour mission d'assurer la pérennité du massif grâce à son entretien tout en garantissant un développement durable. Elle se doit de concilier l'intérêt sylvicole avec l'intérêt du public. Son principal objectif est l'accueil du public, comme toutes les forêts dites périurbaines. Elle assure par ailleurs une mission de production de bois, dont la vente aux exploitants forestiers couvre partiellement le financement de l'entretien et de la préservation du massif.
La gestion forestière prend aujourd'hui en compte le développement durable, c'est-à-dire les enjeux biologiques et écologiques, ce qui n'était pas le cas il y a seulement trente ans. Plus spécifiquement dans le massif, les milieux écologiques spécifiques comme les mares sont protégées.
Une liaison forestière a été créée entre les forêts de Notre-Dame et d'Armainvilliers le long de la route Royale, à la limite de Roissy-en-Brie et d'Ozoir-la-Ferrière. Des plantations d'arbres ont été effectuées sur un espace autrefois consacré à l'agriculture. Toutefois la ligne de chemin de fer constitue toujours une barrière écologique infranchissable entre le bois Prieur et le reste de la forêt d'Armainvilliers.

## Gestion administrative
Forêt domaniale, le massif est la propriété de l'État français, qui en délègue la gestion à l'ONF. L'État assure le financement de l'entretien mais les collectivités locales sont également associées aux décisions.
Le Conseil départemental de Seine-et-Marne participe également à l'effort financier. Les subventions couvrent pour une large part les nécessaires équipements destinés à l'accueil du public ainsi que les travaux d'aménagement et de réfection des routes forestières.
Les massifs forestiers franciliens sont soumis à d'intenses pressions foncières et urbaines. C'est particulièrement le cas de la forêt d'Armainvilliers, située en bordure de l'agglomération parisienne et notamment de Roissy-en-Brie et d'Ozoir-la-Ferrière qui se sont fortement développées à travers l'habitat pavillonnaire.
Les forêts d'Armainvilliers et de Ferrières sont classées zone naturelle d'intérêt écologique, faunistique et floristique.

## Aménagement
La forêt domaniale bénéficie de plusieurs parkings et aires de pique-nique.
La forêt d'Armainvilliers est traversée par le GR 14 et ses accès depuis les gares RER de Roissy-en-Brie et Ozoir-la-Ferrière.
Un parcours sportif se trouve dans le bois Prieur à Roissy-en-Brie.

## Lieux remarquables
Le château d'Armainvilliers est situé au sud de l'étang d'Armainvilliers, à l'est de la forêt d'Armainvilliers.

## Sociologie
La proximité des gares RER des villes de Roissy-en-Brie et d'Ozoir-la-Ferrière (cette dernière située en lisière de forêt) draine un flux important de visiteurs.
La forêt est bien adaptée aux promenades à vélo avec des parcours larges pour certains goudronnés et un circuit de 12 kilomètres.
La proximité avec la ville est la première cause de pollution des forêts de Seine-et-Marne. Les dépôts sauvages d'ordures posent un problème croissant avec une augmentation de 10 % chaque année. Les dégradations de biens publics sont également récurrentes. Cette situation pose le problème de la nécessaire coopération entre l'ONF et les associations locales afin d'assurer la pérennité des espaces naturels.